# Freja!
Freja! var ett feministiskt radioprogram som sändes i Sverige radio P1. Det startades av Isa Edholm 1995, som ville belysa en glömd del av historieskrivningen. Därför presenterades olika kvinnoöden i form av korta historier. Det var både kända och okända kvinnor från olika samhällsklasser, världsdelar och tidsperioder som porträtterades.
Stockholms bulgariska damkör utsågs till veckans artist 1996, då Annika "Anko" Ericson presenterar sig själv och berättar om bulgarisk körmusik.  Andra som bidragit till programmet är exempelvis Katarina Mazetti och Gertrud Larsson.   Gunilla Nordlund var projektledare för programmet när det lades ner vid årsskiftet 2003/04.
Ett urval av berättelser gavs ut av Edholm i boken Kvinnohistorier – Fanny Kamprad, Mary Quant, och 83 andra kvinnor (2001) (Alfabeta/Anamma). Bokens förord skrevs av Mazetti.